# مقبرة سن-نيجم

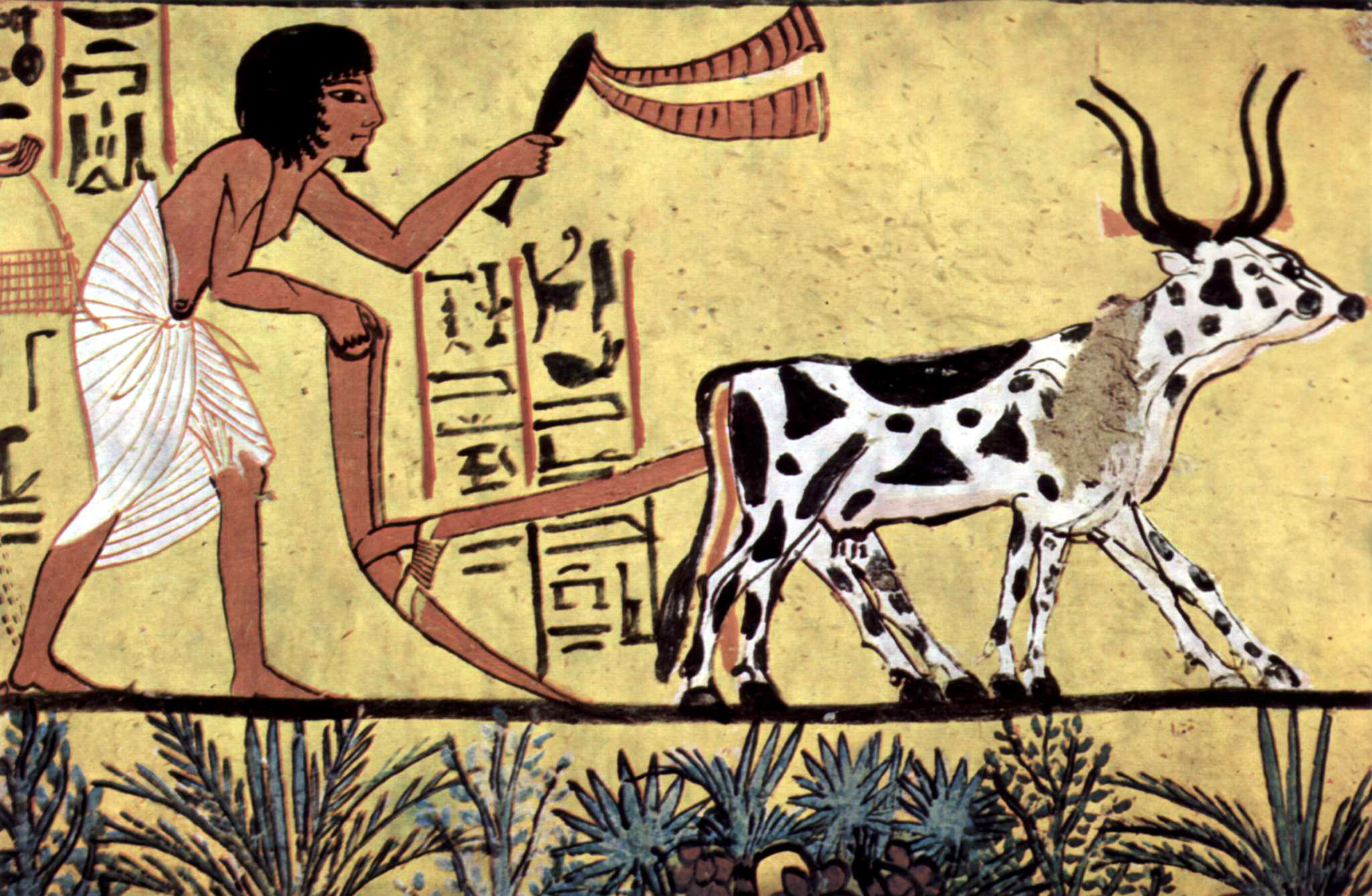
صورة من مقبرة سن-نيجم تبينه يحرث أرضه

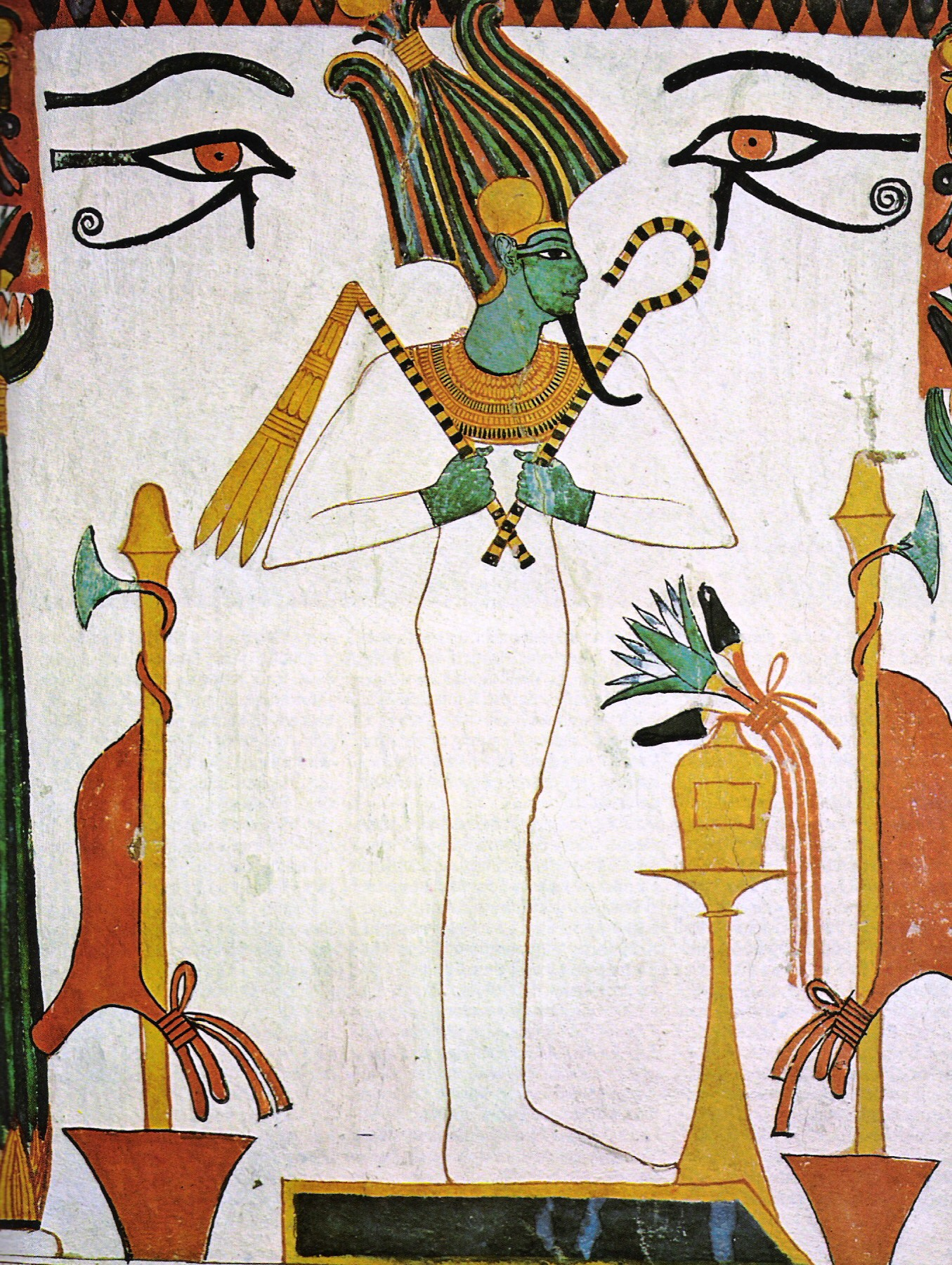
صورة من مقبرة سننجم :أوزوريس

مقبرة سن-نيجم، ويرمز لها بالرمز العلمي تي تي 1 (بالإنجليزية: TT1) ومعنى الرمز (Theban Tomb 1 - مقبرة طيبة 1) هي مقبر عائلة سن-نيجم في جبانة دير المدينة. كان سن-نيجم رئيس العمال العاملين في دير المدينة المتخصصين في بناء قبور فراعنة المملكة المصرية الحديثة (1470 - 1070 قبل الميلاد). قام سننجم بالإشراف على بناء مقبرتي الملك سيتي الأول ورمسيس الثاني.
أكتشفت المقبرة في عام 1886 واكتشفها أحد البدو يسمى سالم أبو ضحى، ووجدها سليمة لم يسرقها اللصوص لا في القدم ولا في العصر الحديث. فأبلغ عالم الآثار جاستون ماسبيرو الذي قام بفحص محتويات المقبرة. أخذت محتويات المقبرة إلى إنجلترا وهي تعرض حتى الآن في المتحف البريطاني.

## وصف المقبرة
وهناك جداريات تبينه يحرث الأرض في العالم الآخر ولابسا ملابسا بيضاء جميلة، تدل على أنه معززا مكرما في الآخرة وله ضيعة يتسلى فيها بزرعها وتؤتي له ثمارا كثيرة ناضجة. مكتوب أمامه بالهيروغليفة:«للمطيع في مكان الحقيقة (ان سجم-عاش إم ست ماعت) سن-نيجم، صدق قوله». هذه الفقرة تصف وظيفته في الحياة وأنه كان من ضمن الخادمين في مكان الحقيقة، وهي منطقة قبور الفراعنة وادي الملوك حيث أن الموت هو الحقيقة الكبرى. وينتهي المكتوب بذكر اسمه سن-نيجم، «وصدق قوله»، أي صدق ما يقوله (أمام الآلهة) عما عمله أثناء حياته على الأرض. هذا التعبير كان يستخدمه المصريون القدماء مثلما نقول اليوم عن المتوفى «المغفور له».

## المقبرة

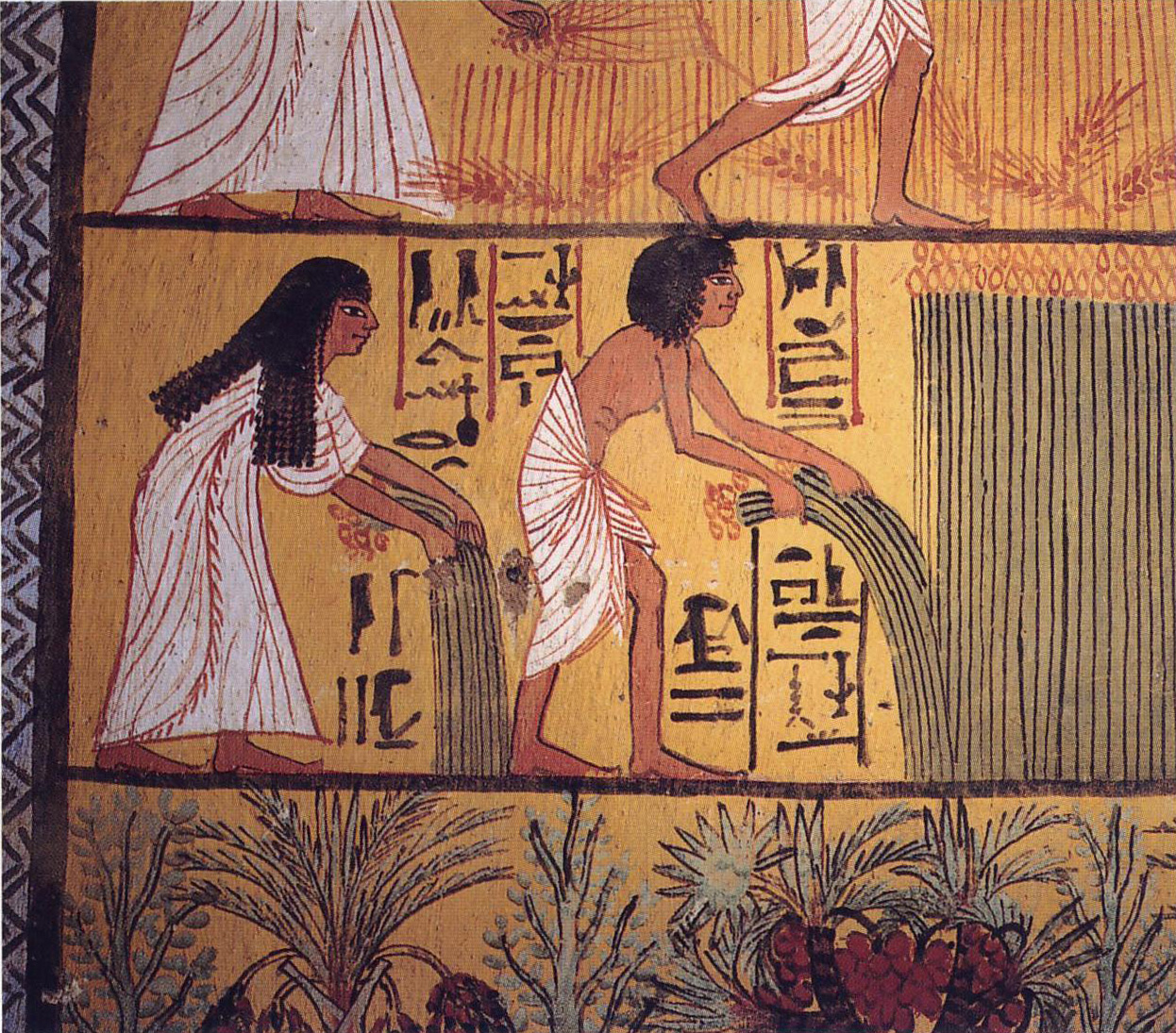

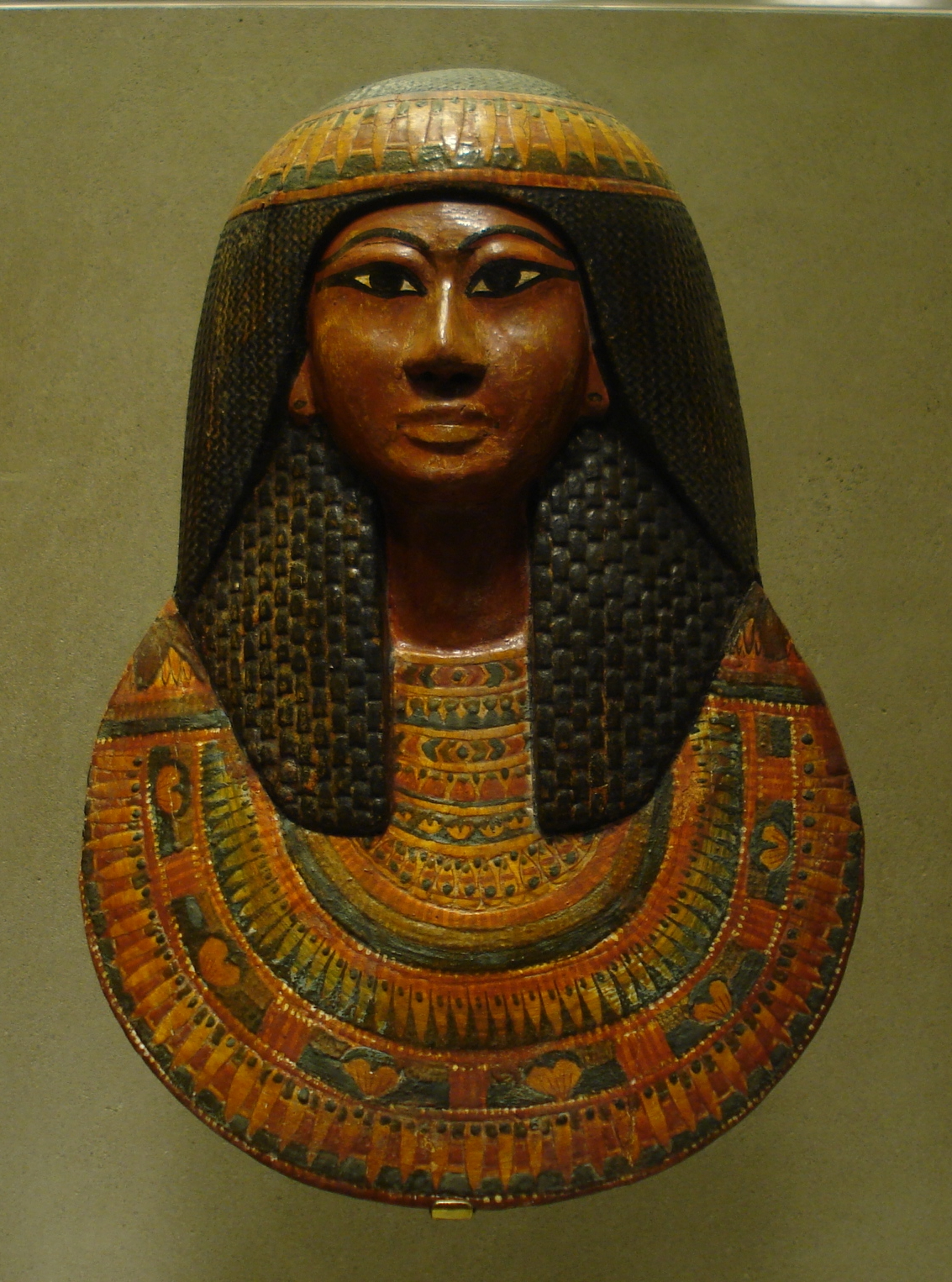
قناع مومياء "خنسو" ابن سننجم ، وجدت في مقبرة سننجم.

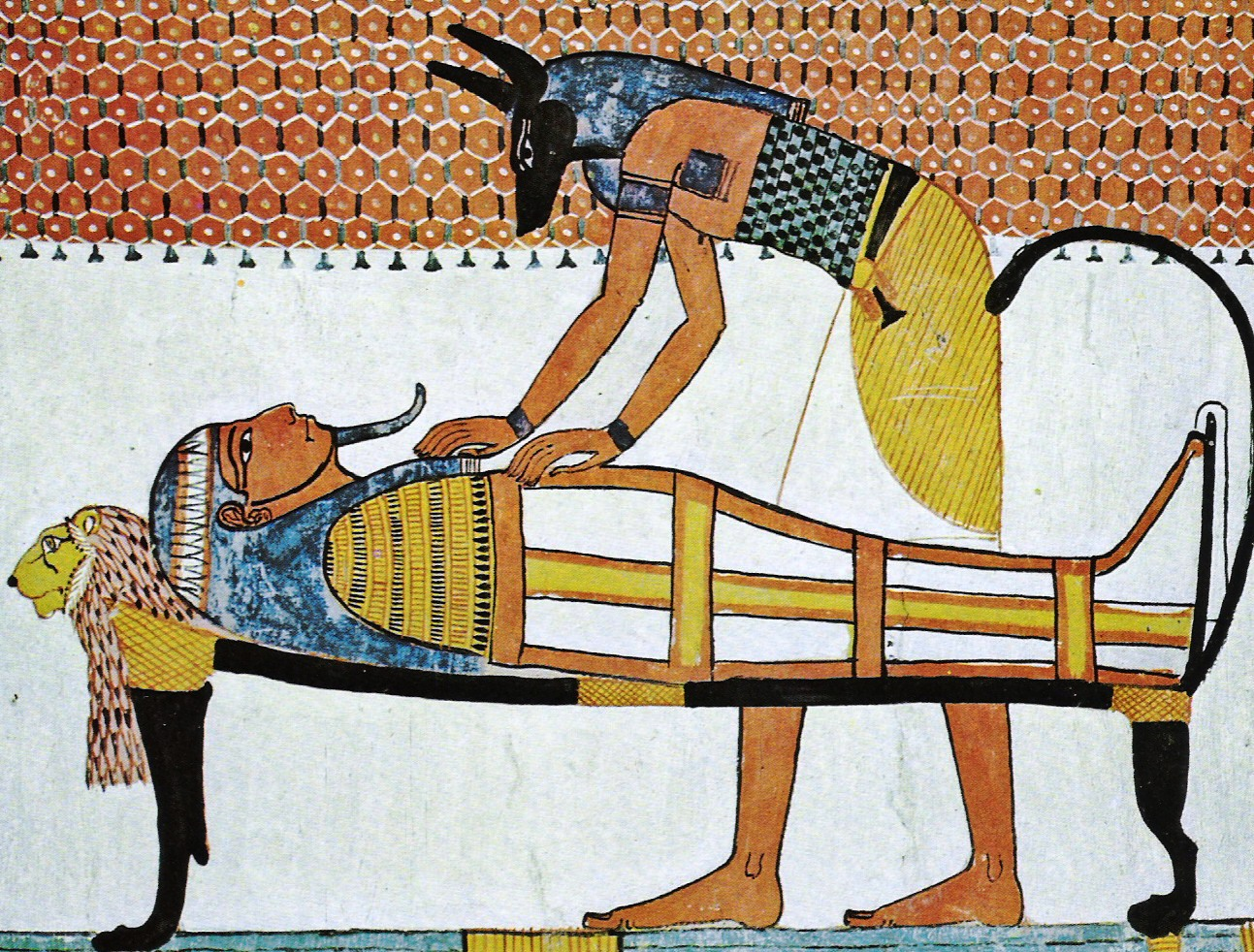
صورة من مقبرة سن-نيجم :أنوبيس إله التحنيط يقوم بتحنيط جثمان سن-نيجم.

### الإكتشاف
اكتشفت مقبرة سن نيجم في عام 1886 سليمة كاملة لم يسرقها اللصوص. ووجدت فيها 20 من الموميات، معظمهم ينتمي لعائلة سننجم وآخرون غير معروفين. وكانت مومياء سن-نيجم موضوعة في تابوتين، الداخلي منهم في هيئة جسمه. ووجدت مومياء زوجته «إي نفرتي» أيضا في تابوتين أحدهما في شكل الإنسانة. كذلك وجدت مومياء ابنه «خنسو» بنفس الطريقة في تابوتين وقناع على رأسه.
كانت زوجة «خسو» اسمها «تامكيت» موضوعة في تابوت. أما المويات الأخرى فليس معروف تماما علاقتها بسن-نسجم. من ضمن الأثاث والاواني الجميلة التي عثر عليها وجدت أيضا مجيبات وقوارير موضوع فيها أحشاء الموتى، حيث كان الجسم يحنط من دون الأحشاء، فكانت أحشاء كل جسم محفوطة في أربعة قوارير.
تم بيع ما وجد في المقبرة بعد تقسيمها إلى عدة تجميعات في مختلف أنحاء العالم، بعضها في المتحف المصري في القاهرة وبعضها في المتحف البريطاني بانجلترا، والبعض الآخر في برلين ونيويورك.

## ست البيت «أي نفرتي»
في هذه الصورة من مقبرة سننجم تصوره هو وزوجته «أي نفرتي» يجنون محصولهما في العالم الآخر. فكان تصور المصريين القدماء أنه في عالم الآخرة، وبعد اجتيازة «الحساب» أمام الآلهة بنجاح، يعطى جلبابا أبيضا جميلا، كما يعطى له ضيعة خضراء يزرعها ويتسلى فيها بجني ثمارها الطيبة. تزامله في ذلك زوجته، ويساعدهما خدم يسمون أوشبتي (أي مجيبون) عندما يطلب منهم المساعدة. عثر في مقبرة سننجم على أعداد كبيرة من تماثيل أوشبتي الصغيرة، مهمتها المساعدة في الآخرة.
بحسب معتقدات قدماء المصريين، يمكن للمرء أن يعيش في الآخرة إذا احتفظ باسمه، ضياع اسم المرء يعرضه للفناء. فليس من الغريب أن نجد أسم «سن-نيفر، صدق قوله»، كما نجد اسم زوجته «إي نفرتي» مكتوب أمامها في الصورة: «زوجته، سيدة البيت الكبيرة، إي فرتي، صادقة قولها»، أي كما نقول اليوم «المغفور لها».

## الاسم بالهيروغلفية
| T23 · n | M29 | M · Y1 |

| T23 · n | M29 | M · Y1 |

وتقرأ من اليسار إلى اليمين، مع العلم بأن قدماء المصريين كانوا يكتبون من اليمين إلى اليسار ومن اليسار الي اليمين ومن فوق الي اسفل.
سن نيجم أو سننجم ، ومعنى الاسم «أخ طيب».

## وصلات خارجية
- Scans of Norman and Nina De Garis Davies' tracings of Theban Tomb 1 (external).
- سن نيجم في عام 1886 وكانت كاملة وسلينة لم يسرقها اللصوص.

## اقرأ أيضا
- سن-نيجم
- مقبرة غا
- وادي الملوك
- دير المدينة
- أوشبتي
- خادم في مكان الحقيقة
- مقابر النبلاء (الأقصر)
- قائمة المقابر في مدينة طيبة الجنائزية